# Estivació
L'estivació (del llatí aestas, estiu), és un estat de dormància animal similar a la hibernació caracteritzat per la inactivitat i per una taxa metabòlica més baixa, que s'activa en resposta a les altes temperatures i les condicions àrides. Té lloc en temps de calor i sequedat, l'estació seca i càlida, la qual ocorre sovint, però no necessàriament, durant els mesos d'estiu.
Els animals invertebrats i vertebrats se sap que entren en aquest estat per evitar els danys per les altes temperatures i els risc de dessecament. tant els animals terrestres com els aquàtics experimenten l'estivació.

## Invertebrats

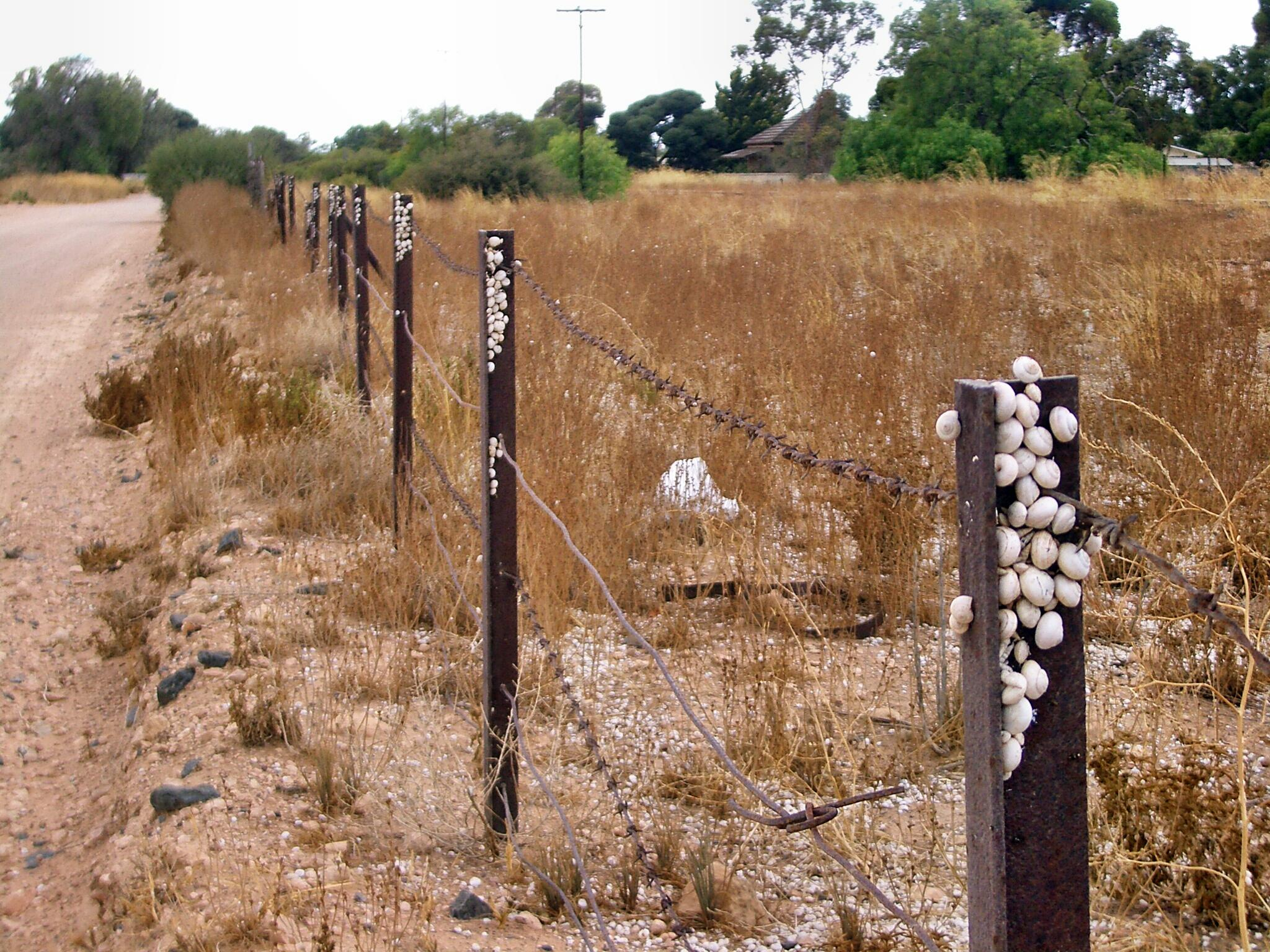
Cargols Theba pisana estivant a Kadina, Austràlia

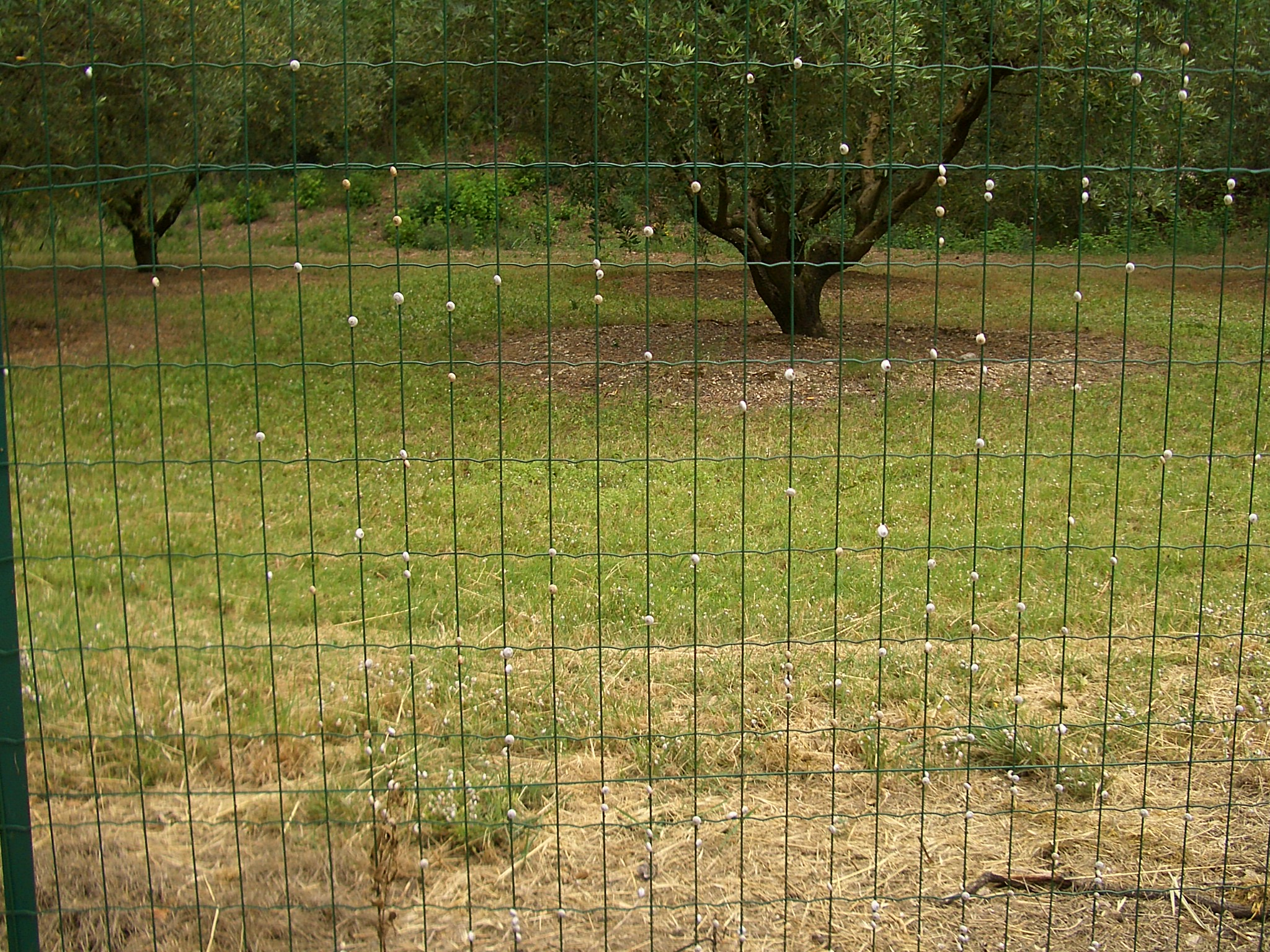
Nombrosos individus del cargoll Cernuella virgata estivant a Glanum, a França.

### Mol·luscs
Molts gastròpodes terrestres, incloent espècies dels gèneres Helix, Cernuella, Theba, Helicella, Achatina i Otala, estiven durant els llargs períodes de calor, alguns ho fan des de llocs elevats com arbres o pals. Per a evitar la pèrdua d'aigua segellen l'entrada de la seva closca amb un moc anomenat epifragma, en algunes espècies com Helix pomatia, aquesta barrera es reforça amb carbonat de calci.
A algunes espècies com ara Otala lactea, s'ha estudiat la influència de l'activitat de les bombes cel·lulars de ions sodi-potassi i el seu consum d'ATP en el pas entre els estats actiu i d'estivació.

### Artròpodes
- Insectes: Coccinellidae, s'ha informat que estiven.[3]
- Crustacea: molts crancs de terra estiven al fons dels seus caus.

## Vertebrats

### Rèptils i amfibis
Entre aquests estiven la tortuga americana del desert, els cocodrils i les salamandres. Algunes granotes estiven anant més cap al fons del fang que és més fresc i humit.

### Mamífers
Encara que no és gaire corrent, alguns petits mamífers estiven. El 2004 es va publicar a la revista Nature el descobriment d'una espècie de petit lèmur que estivava.